# Vrijheid van onderwijs
De vrijheid van onderwijs is een recht op grond waarvan iedereen een school mag oprichten. Vrijheid van onderwijs betekent ook dat ouders voor hun kinderen mogen kiezen tussen openbare scholen, onderwijs dat is gebaseerd op een religieuze of levensbeschouwelijke visie (bijzonder onderwijs), en thuisonderwijs. In sommige landen is inschrijving in een openbaar of door de overheid gecontroleerd onderwijssysteem verplicht en hebben burgers niet het recht zelf een school op te richten. Uiteindelijk is de vrijheid van onderwijs bedoeld om onderwijsmonopolies te voorkomen.
Dit recht kan afgeleid worden uit artikel 26 van de universele verklaring van de rechten van de mens, alwaar gesteld wordt: Aan de ouders komt in de eerste plaats het recht toe om de soort van opvoeding en onderwijs te kiezen welke aan hun kinderen zal worden gegeven.

## Wettelijke bescherming van de vrijheid van onderwijs
De vrijheid van onderwijs is opgenomen in meerdere wetten: het Europees Verdrag voor de Rechten van de Mens (artikel 2 van het eerste aanvullende protocol), de Nederlandse Grondwet en de Belgische Grondwet.
In de Verenigde Staten is de vrijheid van onderwijs niet expliciet gewaarborgd door de Grondwet.

## Europees Verdrag voor de Rechten van de Mens
Protocol (Nr. 1) bij het Verdrag tot Bescherming van de Rechten van de Mens en de Fundamentele Vrijheden vermeldt:
Artikel 2 - Recht op onderwijs
- Niemand mag het recht op onderwijs worden ontzegd. Bij de uitoefening van alle functies die de Staat in verband met de opvoeding en het onderwijs op zich neemt, eerbiedigt de Staat het recht van ouders om zich van die opvoeding en van dat onderwijs te verzekeren, die overeenstemmen met hun eigen godsdienstige en filosofische overtuigingen.

## Nederland: geschiedenis

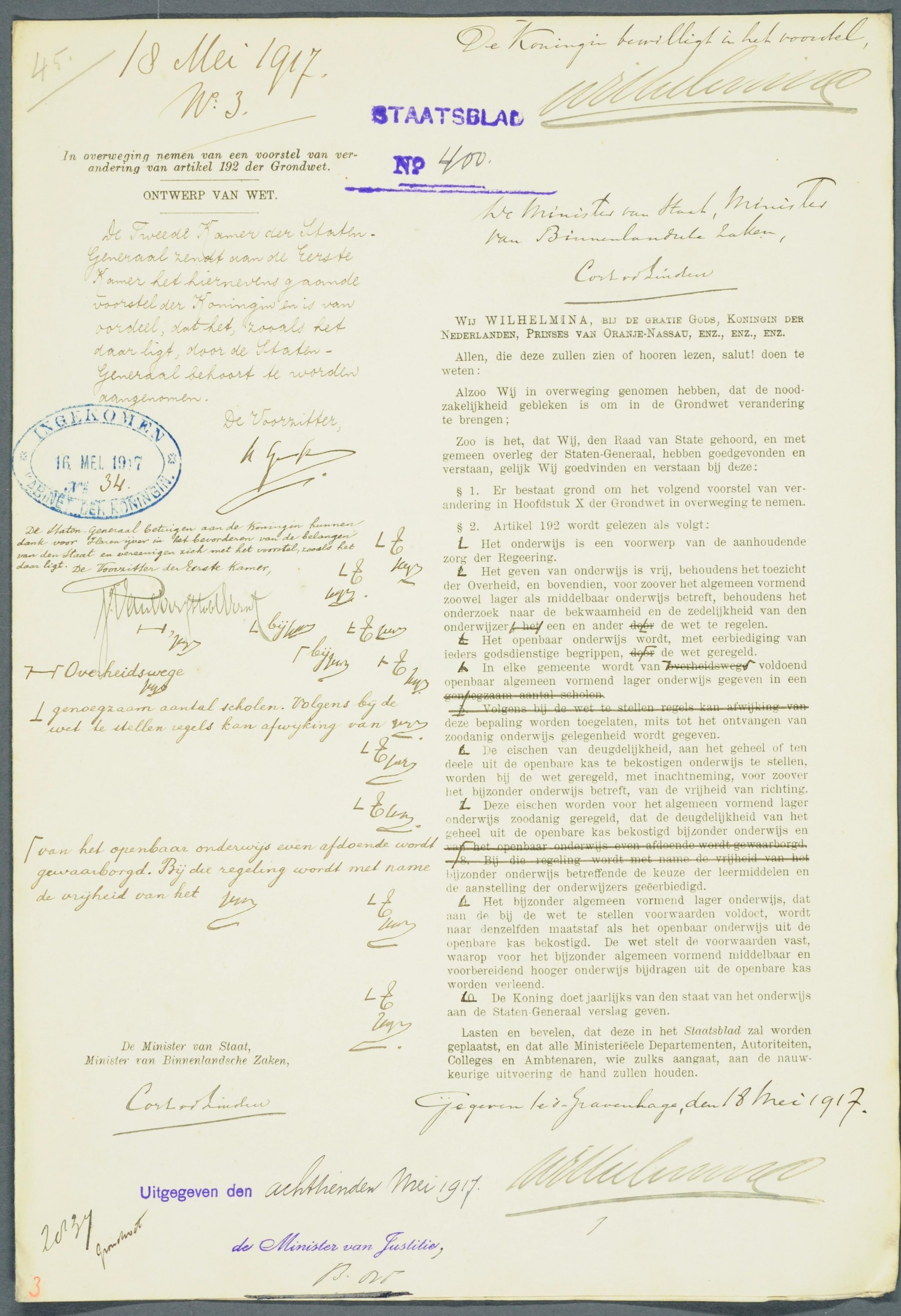
Grondwetswijziging 1917 waarin er een financiële gelijkstelling komt van openbaar en bijzonder onderwijs

### De eerste wetten
In vroeger eeuwen werd het onderwijs niet in de eerste plaats als aandachtsgebied van de overheid gezien. Wie het zich kon veroorloven, volgde privéonderwijs; daarnaast waren er dorps- en parochiescholen, maar leerplicht bestond niet.
De eerste Onderwijswet dateert van 1806, ten tijde van de Bataafse Republiek. Die Republiek was echter niet streng-religieus van karakter, en bepaalde slechts dat het openbaar onderwijs een algemeen-christelijke signatuur moest hebben. Godsdienstonderwijs was toegestaan, maar moest worden beperkt tot het "geschiedkundig en zedekundig" gedeelte van dat onderwerp. Met name protestanten verzetten zich tegen deze beperking: ook de christelijk dogma's wilden zij onderwezen zien. Dit laatste werd enkele decennia later, in 1830, juist geheel verboden.
In de liberale grondwet van 1848 werd voor het eerst de vrijheid van onderwijs geregeld. Dat was niet verwonderlijk: de liberale voorman Thorbecke had al in 1829 in een brochure voor dit uitgangspunt gepleit. De grondwetsformulering luidde: Het geven van onderwijs is vrij, maar er waren wel voorwaarden. Zo werden er eisen gesteld aan de bekwaamheid der onderwijzers, en er was overheidstoezicht op het onderwijs. Voorts bleef de regeling van het "publiek" (openbaar) onderwijs een staatsaangelegenheid, en het was ook dat onderwijs dat subsidie ontving. Niettemin ontstond de vrees dat dat openbaar onderwijs in bepaalde streken geheel zou verdwijnen; daarom werd aan de grondwet de bepaling toegevoegd: Er wordt in het rijk van overheidswege voldoende openbaar onderwijs gegeven.

### Schoolstrijd
Het debat was daarmee niet verstomd. Van 1840 tot 1920 woedde de schoolstrijd, die rond meerdere punten werd gevoerd. Was met de vrijheid van onderwijs het algemeen christelijk karakter van de openbare school nog wel gewaarborgd? Of werden ouders die een gematigd christelijke opvoeding voorstonden, nu genoodzaakt hun kinderen naar een christelijke school te sturen, die naar hun opvattingen wellicht juist weer te dogmatisch was?
En dan de bezoldiging: bijzonder onderwijs was vrijelijk toegestaan, maar het werd niet gesubsidieerd. Dit leidde tot de klacht dat burgers die bijzonder onderwijs voor hun kinderen wensten, zelf de kosten droegen, terwijl zij via de belastingen ook nog eens het openbaar onderwijs financierden.
Het vraagstuk van de financiering van openbaar onderwijs werd een belangrijke scheidslijn in de Nederlandse politiek. Er ontstond een "antithese" tussen protestanten en katholieken (voorstanders van gelijkstelling van het openbaar onderwijs) en liberalen (tegenstanders hiervan).

### Latere regelingen
De Lager Onderwijswet (1857) van minister Van der Brugghen wilde de neutraliteit van de openbare school bevorderen. Onderwijzers mochten geen godsdienstonderwijs meer geven: de openbare school leidde nu op tot de christelijke en maatschappelijke deugden. Religieuze vorming kon wel van buitenaf worden aangetrokken, maar in de praktijk kwam daarvan weinig terecht.

In de jaren zestig van de negentiende eeuw werden christelijke verenigingen opgericht met het doel het bijzonder, christelijk, onderwijs te bevorderen: De school aan de ouders!
Subsidie voor bijzonder onderwijs was er nog steeds niet, en dit werd een groter probleem toen in 1878 de wet-Kappeijne van de Coppello onderwijshervormingen voorschreef die kostbaar waren, en dus het in stand houden van een inrichting voor bijzonder onderwijs bemoeilijkten. Protestanten en katholieken verenigden zich. Maar tegelijkertijd liet voor velen de grondwet maar één interpretatie toe: het openbaar onderwijs was voorwerp van overheidszorg, en alleen dat onderwijs had dus recht op subsidie.
Bij de grondwetswijziging van 1887 werd echter gunstiger gedacht over subsidiëring van het bijzonder onderwijs, en bij de wet-Mackay van 1889 ging het rijk bijdragen in de salariskosten voor dat onderwijs. Het begrip "bijzonder" kreeg ondertussen met de opkomst van het socialisme ook een politieke lading.

In 1900 werd de eerste leerplichtwet ingevoerd; later dan in omringende landen, mede door de troebelen die de schoolstrijd met zich had meegebracht.

### Grondwetswijziging van 1917
De vrijheid van onderwijs, die dus al sinds 1848 bestond, had nog steeds geen einde gemaakt aan de ongelijkheid van subsidiëring. Daarin kwam pas verandering bij de grondwetswijziging van 1917, die regelde dat het onderwijs (dus niet alleen het openbaar onderwijs) "voorwerp van aanhoudende zorg van de regering" was en uit openbare middelen werd bekostigd. Dit resulteerde in de Lager Onderwijswet van 1920.

### Voorstel tot grondwetswijziging van 1945
De katholieke voorman Carl Romme, tussen 1937 en 1939 minister van Sociale Zaken voor de RKSP en na de oorlog in de Tweede Kamer fractieleider van de KVP, heeft tijdens de oorlog een voorstel tot nieuwe grondwetsartikelen geschreven, die meteen na de bevrijding gepubliceerd werd. In deze nieuwe grondwet zou de vrijheid van onderwijs worden afgeschaft. Alle scholen zouden op Christelijke, d.w.z. incl. Katholieke, grondslag gebaseerd moeten zijn. Niet-Christelijk onderwijs zou moeten worden afgeschaft. Hiermee zou de vrijheid van onderwijs voor met name ongelovigen afgeschaft worden.

## Nederland: huidige situatie

### Vrijheden
Sindsdien brengt de vrijheid van onderwijs ook gelijke rechten op subsidiëring met zich mee. De vrijheid betreft drie aspecten:
- de stichting van een school: burgers zijn vrij een instelling van onderwijs op te richten
- de richting van het onderwijs: de grondslag kan levensbeschouwelijk, religieus, politiek of onderwijskundig bepaald zijn
- de inrichting van het onderwijs: binnen bepaalde grenzen brengt dit een zekere vrijheid van leerstof en leermethode met zich mee.

Zo is er naast het christelijk onderwijs ook ruimte voor nieuwere leerconcepten, zoals de Vrije School. Maar ook de vrijheid van het openbaar onderwijs blijft gewaarborgd: dat moet in alle gemeenten voldoende worden aangeboden.

### Randvoorwaarden
In alle gevallen blijven er echter randvoorwaarden aan de vrijheid van onderwijs verbonden. De overheid ziet toe op de kwaliteit van het onderwijs en op de eisen die aan onderwijzers worden gesteld.

### Hernieuwd debat
In 2003 laaide de discussie opnieuw op, maar nu ging het om de moslimscholen die de laatste jaren waren opgericht. Het debat betrof ditmaal niet primair de financiën, maar de integratie en inburgering van minderheden, vooral van immigrantenkinderen uit niet-westerse landen. Door hun vorm van bijzonder onderwijs zouden zij onvoldoende in aanraking komen met Nederlandstalige leeftijdsgenoten met een Nederlandse cultuur.

Voorstanders van het bijzonder onderwijs stelden daar tegenover dat vrijheid van onderwijs een belangrijk grondrecht is. Dit principe kon bovendien, argumenteerden zij, niet buiten kracht worden gesteld voor één bepaalde vorm van bijzonder onderwijs.
Tevens laaide een debat op over de onderlinge verhouding van grondrechten, die immers altijd in relatie tot elkaar staan, en elkaars werking inperken. Een vraag was of de vrijheid van onderwijs, ook in verband met de godsdienstvrijheid, niet op gespannen voet stond met het antidiscriminatiebeginsel: mag men op grond van religie andermans opvattingen wel fundamenteel veroordelen, en die veroordeling in het onderwijs uitdragen? Anders geformuleerd: Hoe ver ging de vrijheid van onderwijs?

### Artikel 23 van de Grondwet
Hoofdstuk 1, artikel 23 van de Nederlandse grondwet luidt als volgt:
1. Het onderwijs is een voorwerp van de aanhoudende zorg der regering.
2. Het geven van onderwijs is vrij, behoudens het toezicht van de overheid en, voor wat bij de wet aangewezen vormen van onderwijs betreft, het onderzoek naar de bekwaamheid en de zedelijkheid van hen die onderwijs geven, een en ander bij de wet te regelen.
3. Het openbaar onderwijs wordt, met eerbiediging van ieders godsdienst of levensovertuiging, bij de wet geregeld.
4. In elke gemeente wordt van overheidswege voldoende openbaar algemeen vormend lager onderwijs gegeven in een genoegzaam aantal openbare scholen. Volgens bij de wet te stellen regels kan afwijking van deze bepaling worden toegelaten, mits tot het ontvangen van zodanig onderwijs gelegenheid wordt gegeven, al dan niet in een openbare school.
5. De eisen van deugdelijkheid, aan het geheel of ten dele uit de openbare kas te bekostigen onderwijs te stellen, worden bij de wet geregeld, met inachtneming, voor zover het bijzonder onderwijs betreft, van de vrijheid van richting.
6. Deze eisen worden voor het algemeen vormend lager onderwijs zodanig geregeld, dat de deugdelijkheid van het geheel uit de openbare kas bekostigd bijzonder onderwijs en van het openbaar onderwijs even afdoende wordt gewaarborgd. Bij die regeling wordt met name de vrijheid van het bijzonder onderwijs betreffende de keuze der leermiddelen en de aanstelling der onderwijzers geëerbiedigd.
7. Het bijzonder algemeen vormend lager onderwijs, dat aan de bij de wet te stellen voorwaarden voldoet, wordt naar dezelfde maatstaf als het openbaar onderwijs uit de openbare kas bekostigd. De wet stelt de voorwaarden vast, waarop voor het bijzonder algemeen vormend middelbaar en voorbereidend hoger onderwijs bijdragen uit de openbare kas worden verleend.
8. De regering doet jaarlijks van de staat van het onderwijs verslag aan de Staten-Generaal.

### Soorten onderwijs
In Nederland kan onderscheid gemaakt worden tussen openbaar onderwijs en bijzonder onderwijs. Daarnaast kent men in Nederland het speciaal onderwijs.
Het openbaar onderwijs is een onderwijsvorm die door de gemeentelijke overheid wordt aangeboden, zonder een bepaalde godsdienstige, levensbeschouwelijke of andere visie als grondslag. Van ouders wordt verwacht dat zij de openbare visie en uitgangspunten van de school onderschrijven. Een openbare school heeft nooit de bevoegdheid een leerling om wat voor reden dan ook op voorhand te weigeren.
Bijzonder onderwijs is onderwijs dat wordt gegeven vanuit een religieuze, levensbeschouwelijke of onderwijskundige visie. Voorbeelden zijn het protestants-christelijk onderwijs, islamitisch onderwijs, daltononderwijs, jenaplanonderwijs en montessorionderwijs. Scholen in het bijzonder onderwijs hebben het recht een leerling op voorhand te weigeren indien de ouders de ideologie van de school niet openlijk aanhangen. Zo kan een reformatorische school dus een katholieke leerling weigeren.
Speciaal onderwijs betreft een type onderwijs voor kinderen die in de gebruikelijke onderwijsvormen niet goed meekomen als gevolg van een beperking. De verschillende onderwijsvormen zijn ingedeeld in vier clusters, gericht op doelgroepen als moeilijk lerende kinderen, moeilijk opvoedbare kinderen, kinderen met een visuele of auditieve beperking, kinderen met een lichamelijke handicap en kinderen met een (licht) verstandelijke handicap. Sinds een aantal jaren bestaat de mogelijkheid om voor kinderen die geïndiceerd zijn voor het speciaal onderwijs met extra zorg uit het zogenaamde rugzakje onderwijs te volgen binnen het reguliere onderwijs.

## De geschiedenis en de huidige situatie in België
De vrijheid van onderwijs in België is constitutioneel vastgelegd in artikel 24 van de Belgische Grondwet. In België bestaat er onderwijs dat door de overheid wordt georganiseerd (officieel onderwijs) en daarnaast onderwijs dat door burgers zelf worden ingericht (vrij onderwijs). Als dit vrij onderwijs binnen bepaalde door de overheid gestelde normen werkt, kan het ook rekenen op subsidies en erkenning van diploma's door de overheid. Is dat niet het geval, dan wordt het beschouwd als privé-onderwijs. De taal waarin het onderwijs wordt ingericht, wordt geregeld door de taalwet onderwijs.

### Geschiedenis
Als breuk met de situatie in het Verenigd Koninkrijk der Nederlanden onder koning Willem I waar wel een onderwijswetgeving bestond (artikel 226 van de Fundamentele Wet van 1815) maar de actieve vrijheid van onderwijs niet werd vermeld, werd de vrijheid van onderwijs in het jonge België reeds vermeld in de eerste decreten van 12 en 16 oktober 1830 (l'abolition des arrêts qui ont mis des entraves à la liberté de l'enseignement). En toen het Nationaal Congres de eerste versie van de Grondwet op 7 februari 1831 goedkeurde, was de vrijheid van onderwijs expliciet ingeschreven in artikel 17 van deze Grondwet. (Door de vele aanpassingen aan de grondwet, waaronder de hervorming van België tot een federale staat zijn de artikels herordend, en betreft het nu artikel 24.)

### Schoolstrijd
In het onafhankelijke België had het officieel onderwijs een katholiek karakter.
De liberale regering van 1878 onder leiding van Frère-Orban stemde echter in 1879 voor een wet die het officieel onderwijs (voornamelijk de lagere scholen) een neutraal karakter gaf. De wet op het lager onderwijs van 1 juli 1879 trachtte de religie te verdrijven uit de openbare school. Het katholiek onderwijs reageerde hierop zeer heftig. Voor de katholieken was deze schoolstrijd een gevecht om 'de ziel van het kind' en tegen 'scholen zonder God'. In 1884 moest de liberale regering wijken voor een katholieken. In 1914 werd er een wet goedgekeurd die het inschrijvingsgeld in het lager onderwijs afschafte.
Een tweede schoolstrijd barstte los rond 1950 en bereikte in 1955 een hoogtepunt daar de socialistische minister Leo Collard via een wet probeerde de 'vrijheid' van de katholieke scholen in te perken. Na maandenlang (straat-)protest werd in 1958 een vergelijk gevonden tussen de grote partijen (katholiek, liberaal, socialistisch) in het "Schoolpact". Met het Schoolpact werd het inschrijvingsgeld in het secundair onderwijs afgeschaft. Sedertdien geldt de schoolvrede.

### Artikel 24
Titel II artikel 24 van de Belgische grondwet luidt als volgt:
§ 1. Het onderwijs is vrij; elke preventieve maatregel is verboden; de bestraffing van de misdrijven wordt alleen door de wet of het decreet geregeld.
De gemeenschap waarborgt de keuzevrijheid van de ouders.
De gemeenschap richt neutraal onderwijs in. De neutraliteit houdt onder meer in, de eerbied voor de filosofische, ideologische of godsdienstige opvattingen van de ouders en de leerlingen.
De scholen ingericht door openbare besturen bieden, tot het einde van de leerplicht, de keuze aan tussen onderricht in een der erkende godsdiensten en de niet-confessionele zedenleer.
§ 2. Zo een gemeenschap als inrichtende macht bevoegdheden wil opdragen aan een of meer autonome organen, kan dit slechts bij decreet, aangenomen met een meerderheid van twee derden van de uitgebrachte stemmen.
§ 3. Ieder heeft recht op onderwijs, met eerbiediging van de fundamentele rechten en vrijheden. De toegang tot het onderwijs is kosteloos tot het einde van de leerplicht.
Alle leerlingen die leerplichtig zijn, hebben ten laste van de gemeenschap recht op een morele of religieuze opvoeding.
§ 4. Alle leerlingen of studenten, ouders, personeelsleden en onderwijsinstellingen zijn gelijk voor de wet of het decreet. De wet en het decreet houden rekening met objectieve verschillen, waaronder de eigen karakteristieken van iedere inrichtende macht, die een aangepaste behandeling verantwoorden.
§ 5. De inrichting, erkenning of subsidiëring van het onderwijs door de gemeenschap wordt geregeld door de wet of het decreet.

## België: onderwijsnetten

### Het officieel onderwijs
Het officieel onderwijs is het onderwijs georganiseerd door de openbare machten.

#### Gemeenschapsonderwijs
Deze scholen werden vroeger de staatsscholen of rijksscholen genoemd.
- De Nederlandstalige scholen, dus grotendeels in Vlaanderen en in het Brussels Hoofdstedelijk Gewest worden ingericht door de Vlaamse Gemeenschap, die daarvoor een "Raad voor het Gemeenschapsonderwijs (RAGO)" heeft opgericht. Uiteraard werken zij met het geld van de Vlaamse gemeenschap. Dit net bedient zo'n 15 à 20 % van de Vlaamse schoolbevolking.
- De Franstalige scholen, dus grotendeels in Wallonië en in het Brussels Hoofdstedelijk Gewest worden ingericht door de Franse Gemeenschap. Het Franstalig Gemeenschapsonderwijs wordt gevolgd door ongeveer de helft van de leerplichtige leerlingen.[11].
- In de Oostkantons worden de enkele scholen van het gemeenschapsonderwijs ingericht door de Duitstalige Gemeenschap.

#### Het provinciaal onderwijs
Dit onderwijs wordt georganiseerd door de provinciebesturen; de inrichtende macht is dus het provinciebestuur. Aangezien het ook hier over officieel onderwijs gaat worden zij, afhankelijk van de taal, door de Vlaamse, Franse of Duitstalige gemeenschap gesubsidieerd.

#### Het gemeentelijk onderwijs
Dit zijn scholen die ingericht worden door gemeentebesturen. (In Vlaanderen: OVSG, in Wallonië Conseil de l'enseignement des communes et provinces (CECP)). Ook zij worden door de Vlaamse of Franse gemeenschap gesubsidieerd. Ze volgen wel een eigen leerplan.
In het officieel onderwijsnet kunnen ouders vrij kiezen welke levensbeschouwelijke lessen hun kind zal volgen.
Men kan kiezen uit dit lijstje:
- Anglicaanse godsdienst
- Islamitische religie
- Israëlische religie
- Katholieke godsdienst
- Niet-confessionele zedenleer
- Orthodoxe godsdienst
- Protestantse godsdienst

Door het aantal keuzes wordt dit officieel onderwijs ook wel "neutraal onderwijs" genoemd.

### Vrij onderwijs
Dit is onderwijs georganiseerd door burgers.
Binnen het vrij onderwijs wordt er een onderscheid gemaakt tussen:

#### Het confessioneel vrij onderwijs
Onderwijs gebaseerd op een zekere godsdienst, zoals katholiek, protestants, islamitisch, heeft een zekere vrijheid in het aanbieden van leerplannen en onderwijsmethoden. Zolang ze aan de inrichtingsvoorwaarden van de Vlaamse respectievelijk Franstalige gemeenschap voldoen, krijgen ook deze scholen subsidies voor personeels- en werkingskosten. In de praktijk zijn deze subsidies door ingewikkelde verdeelsleutels altijd lager per leerling dan in het officiële onderwijs. Dit is een verschil met de Nederlandse situatie.
Het grootste (vrije) net in Vlaanderen is het katholiek onderwijs. Het katholiek onderwijs wordt gevolgd door meer dan 70% van de leerplichtige leerlingen in de Vlaamse Gemeenschap. Daarnaast bestaan er protestantse en Joodse scholen. In deze scholen is de keuze van levensbeschouwelijke vakken niet vrij: het is automatisch de levensbeschouwing van het net waarvoor men kiest. Ook in Wallonië is het grootste vrije net het katholieke onderwijsnet (Secrétariat Général de l'Enseignement Catholique (SeGEC)). Zij bereiken iets minder dan 50% van de leerplichtige jeugd.

#### Het niet-confessioneel vrij onderwijs
Ook tot het vrij onderwijs behoren sommige "methodescholen", zoals de steinerscholen en freinetscholen. Deze scholen kiezen voor cultuurbeschouwing, met oog voor de verschillende levensbeschouwingen. Ook deze scholen worden gesubsidieerd zolang ze aan de inrichtingsvoorwaarden van de Vlaamse respectievelijk Franstalige gemeenschap voldoen. In Franstalig België worden deze scholen gegroepeerd in de Fédération des Etablissements Libres Subventionnés Indépendants (FELSI).
De meeste freinetscholen in Vlaanderen zijn gestart in het vrij onderwijs. Om het freinetonderwijs verder te verspreiden, en gegeven de comfortabelere financiële situaties, hebben evenwel een aantal freinetscholen zich eind vorige eeuw ingeschreven in het gemeenschapsonderwijs, en zijn een andere groep freinetscholen overgegaan naar het stedelijk en gemeentelijk onderwijs. De freinetscholen en methodescholen die binnen het niet-confessioneel vrij onderwijs actief bleven hebben zich toen georganiseerd in de Federatie van Onafhankelijke Pluralistische Emancipatorische Methodescholen (FOPEM).